# Parvovirosi canina
La parvovirosi canina è una malattia infettiva di origine virale dei canidi, conosciuta anche come gastroenterite trasmissibile.

## La causa
Il virus responsabile è classificato come Parvovirus Canino Tipo 2 (CPV 2), per distinguerlo da un altro Parvovirus (CPV 1) riscontrato nelle feci del cane, senza significato patologico.
Identificato nei primi anni '70, si pensa che sia derivato da una mutazione del virus della Panleucopenia felina. È un virus molto resistente nell'ambiente ed all'azione di detergenti e disinfettanti.

## La trasmissione
CPV 2 si trova nel vomito, nelle feci e nelle urine degli animali infetti; spesso il contagio avviene tramite attrezzature (es. gabbie, mangiatoie) e terreno contaminato, dove il virus rimane infettivo a lungo. I più sensibili sono i cuccioli di età inferiore ai sei mesi, che si infettano per via orale o nasale.
Il virus è molto resistente, ad agenti sia chimici (disinfettanti), sia fisici (calore) per questo diffuso in tutto il mondo, quest'ultimo è in grado di resistere nell'ambiente esterno per 5-6 mesi.

## Specie colpite
Il virus è specifico del cane; i gatti possono infettarsi occasionalmente.
Ultimamente si è avuta un'evoluzione del virus reso più aggressivo, dato che vi sono state cornacchie che si sono cibate di carcasse appartenenti ad animali deceduti per parvovirus, quest'ultimo si è evoluto nello stomaco delle cornacchie.

## Sintomi
CPV 2 colpisce e distrugge gli enterociti delle cripte intestinali, provocando una grave enterite emorragica; si ha febbre, anoressia e depressione, poi vomito e diarrea, con feci grigio-giallastre spesso striate di sangue e una forte dolorabilità addominale. Il decorso dipende dall'età del cucciolo: i più giovani sono colpiti da forme acute od iperacute, ad esito mortale se non si interviene rapidamente reintegrando acqua ed elettroliti persi. Spesso sono colpiti anche gli organi linfoidi, con conseguente leucopenia. Nei cani infettati in utero, CPV 2 può provocare malformazioni del SNC (Sistema Nervoso Centrale) oppure infettare il miocardio e provocare forme di insufficienza cardiaca acuta che si manifestano durante il primo mese di vita.
I sintomi sono:
-Dissenteria, ovvero diarrea emorragica
-Vomito
-Anoressia
-Abbattimento
-Rifiutarsi di bere e mangiare

## Profilassi
Sono disponibili vaccini da somministrare ai cuccioli a partire dalle 8 settimane di vita; è da ridurre al minimo il contatto dei cuccioli non vaccinati con cani adulti. In ambienti come canili o cliniche veterinarie pulire e disinfettare regolarmente le gabbie, è ottimo come disinfettante l'ipoclorito di sodio (varechina)
Il cane pur essendo vaccinato potrebbe contrarre il virus